# Афганистан на летних Олимпийских играх 1996
Афганистан принимал участие в Летних Олимпийских играх 1996 года в Атланте (США) в десятый раз за свою историю, пропустив Летние Олимпийские игры 1992 года, но не завоевал ни одной медали.  